# Lliga de les Amèriques de la FIBA
La Lliga de les Amèriques de la FIBA, (portuguès: FIBA Liga das Américas, espanyol: FIBA Liga de las Américas) és una competició americana de basquetbol que es disputa anualment pels millors clubs americans de la FIBA. És organitzada per la FIBA Americas. La primera edició començà el 4 de desembre de 2007.
Hi participen clubs d'Amèrica del Nord, Central, Carib i Amèrica del Sud. És la màxima competició continental, i el campió es classifica per disputar la Copa Intercontinental de la FIBA.
Els clubs es divideixen en quatre grups de quatre. Els dos primers es classifiquen per quarts de final. Els guanyadors disputen una final a quatre en una ciutat determinada.

## Evolució de les competicions de primer nivell a Amèrica
- Sud-amèrica era: (1946–2007)
  - Campionat sud-americà de clubs de bàsquet: (1946–1993)
  - Campeonato Panamericano de Clubes de Básquetbol: (1993–2000)
  - Lliga sud-americana de bàsquet (LSB): (2000–2007)
- Amèrica era: (2007–present)
  - FIBA Americas League: (2007–present)

| Year    | Campió                   | Marcador | Segon                    | Tercer               | Quart              |
| ------- | ------------------------ | -------- | ------------------------ | -------------------- | ------------------ |
| 2007–08 | Peñarol                  | Lliga    | Soles de Mexicali        | Miami Tropics        | Minas              |
| 2008–09 | Brasília                 | Lliga    | Halcones UV Xalapa       | Biguá                | Minas              |
| 2009–10 | Peñarol                  | Lliga    | Espartanos de Margarita  | Halcones UV Xalapa   | Quimsa             |
| 2010–11 | Regatas Corrientes       | Lliga    | Capitanes de Arecibo     | Halcones UV Xalapa   | Halcones Rojos     |
| 2012    | Pioneros de Quintana Roo | Lliga    | La Unión                 | Obras Sanitarias     | Brasília           |
| 2013    | Pinheiros                | Lliga    | Lanús                    | Capitanes de Arecibo | Brasília           |
| 2014    | Flamengo                 | 85–78    | Pinheiros                | Aguada               | Halcones UV Xalapa |
| 2015    | Bauru                    | 86–72    | Pioneros de Quintana Roo | Flamengo             | Peñarol            |
| 2016    | Guaros de Lara           | 84–79    | Bauru                    | Mogi das Cruzes      | Flamengo           |
| 2017    | Guaros de Lara           | 88–65    | Weber Bahía Blanca       | Leones de Ponce      | Fuerza Regia       |